# Canottaggio ai Giochi della XXIX Olimpiade - 2 di coppia pesi leggeri maschile

## Batterie
Hanno partecipato alle batterie di qualificazione 20 equipaggi, suddivisi in 4 batterie: i primi 2 di ogni batteria si sono qualificati per le semifinali A/B, gli altri hanno effettuato i ripescaggi.
- Domenica 10 agosto 2008, ore 15:20-16:00

| Posizione | Atleta      | Paese                                   | Tempo   | Note  |
| --------- | ----------- | --------------------------------------- | ------- | ----- |
| 1         | Regno Unito | Zac Purchase e Mark Hunter              | 6:13.69 | S A/B |
| 2         | Grecia      | Dimitrios Mougios e Vasileios Polymeros | 6:16.10 | S A/B |
| 3         | Germania    | Jonathan Koch e Manuel Brehmer          | 6:21.99 | R     |
| 4         | Giappone    | Kazushige Ura e Daisaku Takeda          | 6:24.21 | R     |
| 5         | Algeria     | Mohamed Ryad Garidi e Kamel Ait Daoud   | 6:43.94 | R     |

| Posizione | Atleta    | Paese                                   | Tempo   | Note  |
| --------- | --------- | --------------------------------------- | ------- | ----- |
| 1         | Italia    | Marcello Miani e Elia Luini             | 6:16.16 | S A/B |
| 2         | Cina      | Zhang Guolin e Sun Jie                  | 6:17.62 | S A/B |
| 3         | Australia | Samuel Beltz e Thomas Gibson            | 6:19.15 | R     |
| 4         | Cuba      | Eyder Batista e Yunior Perez            | 6:19.36 | R     |
| 5         | India     | Devender Kumar Khandwal e Manjeet Singh | 6:37.13 | R     |

| Posizione | Atleta    | Paese                                       | Tempo   | Note  |
| --------- | --------- | ------------------------------------------- | ------- | ----- |
| 1         | Danimarca | Mads Rasmussen e Rasmus Quist               | 6:14.84 | S A/B |
| 2         | Canada    | Douglas Vandor e Cameron Sylvester          | 6:17.58 | S A/B |
| 3         | Ungheria  | Zsolt Hirling e Tamás Varga                 | 6:19.60 | R     |
| 4         | Uruguay   | Rodolfo Collazo Tourn e Angel Javier Garcia | 6:25.86 | R     |
| 5         | Brasile   | Thiago Gomes e Thiago Almeida               | 6:30.78 | R     |

| Posizione | Atleta        | Paese                            | Tempo   | Note  |
| --------- | ------------- | -------------------------------- | ------- | ----- |
| 1         | Nuova Zelanda | Storm Uru e Peter Taylor         | 6:16.78 | S A/B |
| 2         | Francia       | Maxime Goisset e Frédéric Dufour | 6:20.17 | S A/B |
| 3         | Portogallo    | Pedro Fraga e Nuno Mendes        | 6:24.35 | R     |
| 4         | Hong Kong     | So Sau Wah e Chow Kwong Wing     | 6:34.51 | R     |
| 5         | Corea del Sud | Jang Kang-Eun e Kim Hong-Kyun    | 6:42.97 | R     |

## Ripescaggi
I primi 2 equipaggi si sono qualificati per le semifinali A/B, gli altri per le semifinali C/D.
- Martedì  12 agosto 2008, ore 16:20-16:40

| Posizione | Atleta    | Paese                                       | Tempo   | Note  |
| --------- | --------- | ------------------------------------------- | ------- | ----- |
| 1         | Germania  | Jonathan Koch e Manuel Brehmer              | 6:41.48 | S A/B |
| 2         | Australia | Samuel Beltz e Thomas Gibson                | 6:42.42 | S A/B |
| 3         | Uruguay   | Rodolfo Collazo Tourn e Angel Javier Garcia | 6:46.98 | S C/D |
| 4         | Brasile   | Thiago Gomes e Thiago Almeida               | 6:51.99 | S C/D |
| 5         | Hong Kong | So Sau Wah e Chow Kwong Wing                | 6:58.71 | S C/D |
| 6         | Algeria   | Mohamed Ryad Garidi e Kamel Ait Daoud       | 7:05.73 | S C/D |

| Posizione | Atleta        | Paese                                   | Tempo   | Note  |
| --------- | ------------- | --------------------------------------- | ------- | ----- |
| 1         | Portogallo    | Pedro Fraga e Nuno Mendes               | 6:39.07 | S A/B |
| 2         | Cuba          | Eyder Batista e Yunior Perez            | 6:40.15 | S A/B |
| 3         | Giappone      | Kazushige Ura e Daisaku Takeda          | 6:43.03 | S C/D |
| 4         | Ungheria      | Zsolt Hirling e Tamás Varga             | 6:50.48 | S C/D |
| 5         | India         | Devender Kumar Khandwal e Manjeet Singh | 7:02.06 | S C/D |
| 6         | Corea del Sud | Jang Kang-Eun e Kim Hong-Kyun           | 7:12.17 | S C/D |

## Semifinali

### Semifinali C/D
I primi tre equipaggi delle semifinali C e D si sono qualificati per la finale C, gli altri hanno effettuato la finale D.
- Venerdì  15 agosto 2008, ore 15:10-15:30

| Posizione | Atleta        | Paese                                       | Tempo   | Note |
| --------- | ------------- | ------------------------------------------- | ------- | ---- |
| 1         | Ungheria      | Zsolt Hirling e Tamás Varga                 | 6:28.84 | FC   |
| 2         | Uruguay       | Rodolfo Collazo Tourn e Angel Javier Garcia | 6:33.49 | FC   |
| 3         | Hong Kong     | So Sau Wah e Chow Kwong Wing                | 6:33.79 | FC   |
| 4         | Corea del Sud | Jang Kang-Eun e Kim Hong-Kyun               | 6:47.13 | FD   |

| Posizione | Atleta   | Paese                                   | Tempo   | Note |
| --------- | -------- | --------------------------------------- | ------- | ---- |
| 1         | Giappone | Kazushige Ura e Daisaku Takeda          | 6:29.30 | FC   |
| 2         | Brasile  | Thiago Gomes e Thiago Almeida           | 6:39.91 | FC   |
| 3         | India    | Devender Kumar Khandwal e Manjeet Singh | 6:40.34 | FC   |
| 4         | Algeria  | Mohamed Ryad Garidi e Kamel Ait Daoud   | 6:43.80 | FD   |

### Semifinali A/B
I primi tre equipaggi delle semifinali A e B si sono qualificati per la finale A, gli altri hanno effettuato la finale B.
- Venerdì  15 agosto 2008, ore 15:50-16:10

| Posizione | Atleta      | Paese                              | Tempo   | Note |
| --------- | ----------- | ---------------------------------- | ------- | ---- |
| 1         | Regno Unito | Zac Purchase e Mark Hunter         | 6:29.56 | FA   |
| 2         | Italia      | Marcello Miani e Elia Luini        | 6:31.16 | FA   |
| 3         | Cuba        | Eyder Batista e Yunior Perez       | 6:33.60 | FA   |
| 4         | Germania    | Jonathan Koch e Manuel Brehmer     | 6:37.07 | FB   |
| 5         | Francia     | Maxime Goisset e Frédéric Dufour   | 6:41.18 | FB   |
| 6         | Canada      | Douglas Vandor e Cameron Sylvester | 6:49.28 | FB   |

| Posizione | Atleta        | Paese                                   | Tempo   | Note |
| --------- | ------------- | --------------------------------------- | ------- | ---- |
| 1         | Grecia        | Dimitrios Mougios e Vasileios Polymeros | 6:24.61 | FA   |
| 2         | Danimarca     | Mads Rasmussen e Rasmus Quist           | 6:26.49 | FA   |
| 3         | Cina          | Zhang Guolin e Sun Jie                  | 6:29.29 | FA   |
| 4         | Nuova Zelanda | Storm Uru e Peter Taylor                | 6:30.53 | FB   |
| 5         | Australia     | Samuel Beltz e Thomas Gibson            | 6:32.32 | FB   |
| 6         | Portogallo    | Pedro Fraga e Nuno Mendes               | 6:39.23 | FB   |

## Finali

### Finale D
- Sabato 16 agosto 2008, ore 14:00-14:10

| Posizione | Atleta        | Paese                                 | Tempo   |
| --------- | ------------- | ------------------------------------- | ------- |
| 1         | Algeria       | Mohamed Ryad Garidi e Kamel Ait Daoud | 6:46.46 |
| 2         | Corea del Sud | Jang Kang-Eun e Kim Hong-Kyun         | 6:47.44 |

### Finale C
- Sabato 16 agosto 2008, ore 14:20-14:30

| Posizione | Atleta    | Paese                                       | Tempo   |
| --------- | --------- | ------------------------------------------- | ------- |
| 1         | Giappone  | Kazushige Ura e Daisaku Takeda              | 6:23.02 |
| 2         | Ungheria  | Zsolt Hirling e Tamás Varga                 | 6:35.55 |
| 3         | Uruguay   | Rodolfo Collazo Tourn e Angel Javier Garcia | 6:30.61 |
| 4         | Hong Kong | So Sau Wah e Chow Kwong Wing                | 6:34.48 |
| 5         | Brasile   | Thiago Gomes e Thiago Almeida               | 6:36.24 |
| 6         | India     | Devender Kumar Khandwal e Manjeet Singh     | 6:44.48 |

### Finale B
- Sabato 16 agosto 2008, ore 14:40-14:50

| Posizione | Atleta        | Paese                              | Tempo   |
| --------- | ------------- | ---------------------------------- | ------- |
| 1         | Nuova Zelanda | Storm Uru e Peter Taylor           | 6:27.14 |
| 2         | Portogallo    | Pedro Fraga e Nuno Mendes          | 6:28.47 |
| 3         | Germania      | Jonathan Koch e Manuel Brehmer     | 6:28.66 |
| 4         | Australia     | Samuel Beltz e Thomas Gibson       | 6:30.11 |
| 5         | Francia       | Maxime Goisset e Frédéric Dufour   | 6:32.65 |
| 6         | Canada        | Douglas Vandor e Cameron Sylvester | 6:40.80 |

### Finale A
- Domenica 17 agosto 2008, ore 15:50-16:00

| Posizione | Atleta      | Paese                                   | Tempo   |
| --------- | ----------- | --------------------------------------- | ------- |
|           | Regno Unito | Zac Purchase e Mark Hunter              | 6:10.99 |
|           | Grecia      | Dimitrios Mougios e Vasileios Polymeros | 6:11.72 |
|           | Danimarca   | Mads Rasmussen e Rasmus Quist           | 6:12.45 |
| 4         | Italia      | Marcello Miani e Elia Luini             | 6:16.15 |
| 5         | Cina        | Zhang Guolin e Sun Jie                  | 6:16.69 |
| 6         | Cuba        | Eyder Batista e Yunior Perez            | 6:19.96 |